# Alfonso de Santa María de Braganza
Alfonso, Príncipe de Beira  (Afonso de Santa Maria de Bragança; Lisboa, 25 de marzo de 1996) es el hijo mayor del duque Eduardo Pío de Braganza y de su esposa, Isabel de Herédia, por lo tanto, es el primero en la línea de sucesión al trono portugués y heredero del título de duque de Braganza.

## Primeros años de vida
Alfonso de Santa María de Braganza  nació en Lisboa, hijo mayor de Duarte Pio de Bragança, y Dª. Isabel Inés de Castro Curvello de Herédia. Su nombre de bautismo termina en miguel gabriel rafael, tradición familiar de la Casa de Braganza que honra a los tres arcángeles en la Iglesia Católica.
El 1 de junio de 1996, en la catedral de Braga, Alfonso fue bautizado por Eurico Dias Nogueira, arzobispo de Braga, primado de todas las Españas.
Sus padrinos son lá Infanta Elena, duquesa de Lugo y su tío materno, Afonso Miguel de Herédia.
Inmediatamente después de su bautismo en la Catedral Sé de Braga, el joven príncipe fue consagrado en la cercana Guimarães a Nossa Senhora da Oliveira, (Nuestra Señora del Olivo), donde su antepasado el rey Juan I (fundador de la Casa de Aviz), junto con su hijo ilegítimo Alfonso, duque de Braganza (fundador de la Casa de Braganza), había sido para agradecerle su victoria en la batalla de Aljubarrota, en 1385, contra su sobrina la reina Beatriz de Portugal y su marido Juan I de Castilla.

### Educación
La educación de Alfonso ha incluido la Escuela St. Julian's en la Riviera portuguesa, el Colégio Planalto en Lisboa y The Oratory School, una escuela pública católica en el Reino Unido.
Tiene una licenciatura en Ciencias Políticas y Relaciones Internacionales de la Universidad Católica de Portugal en el Instituto de Estudios Políticos de Lisboa.

## Sucesión
Alfonso es el primero en la línea de sucesión de la Corona portuguesa, como heredero de su padre, el duque de Braganza.
En 2015, se siguió la tradición portuguesa y Alfonso fue consagrado príncipe heredero al cumplir 18 años. La ceremonia tuvo lugar en el Santuario de Lapa, en Sernancelhe.

## Honores
Extranjero
- Caballero Gran Cruz de Honor y Devoción (Soberana Orden Militar de Malta)[4]
- Caballero Gran Cruz de la Orden del Santo Sepulcro[5] (Santa Sede)

Dinástico
- Gran Cruz de la Orden Imperial de la Rosa (Casa Brasileña de Orleans-Braganza)[6]
- Caballero Gran Cruz de Justicia de la Sagrada Orden Constantiniana Militar Castroana-Dos Sicilianas de San Jorge[7] (Familia Real Castroana de las Dos Sicilias)
- Gran Cruz de la Orden de la Inmaculada Concepción de Vila Viçosa[8] (Casa Real de Portugal)